# The King of Fighters: Maximum Impact
The King of Fighters: Maximum Impact è un videogioco di combattimenti a incontri per PlayStation 2, prodotto dalla filiale della SNK Noise Factory e pubblicato dalla SNK Playmore fra il 2004 ed il 2005. Una versione migliorata del videogioco è stata pubblicata per Xbox e PlayStation 2 con il titolo KOF: Maximum Impact — Maniax. Invece, The King of Fighters: Maximum Impact Regulation "A" è stato pubblicato per Taito Type X2 il 14 luglio 2007 e per PlayStation 2 il 26 luglio 2007 esclusivamente in Giappone.
Commercializzato come spinoff della serie di combattimenti della SNK The King of Fighters, oltre ad includere vari personaggi della serie originale, KOF: Maximum Impact include anche alcuni elementi di Fatal Fury e Art of Fighting. KOF: Maximum Impact è il primo videogioco in grafica 3D realizzato dalla SNK dopo Samurai Shodown: Warriors Rage per PlayStation del 1999. Il gioco è stato seguito da KOF: Maximum Impact 2.
Dato che nella versione pubblicata sul mercato americano, il doppiaggio in lingua inglese ha incontrato critiche molto negative, alle successive versioni del gioco per Xbox e PlayStation 2 europee è stata aggiunta la possibilità di scegliere fra il doppiaggio inglese e quello giapponese. La versione per Xbox inoltre include una modalità di combattimento online, attivabile tramite Xbox Live.

## Trama
È uno spin off della linea originale ambientato 2 anni dopo gli eventi della Saga N.E.S.T.S., una saga alternativa a quella di Ash.
Addes era la banda più potente di Southtown. Il suo leader, un uomo conosciuto solo come Fate, era considerato un moderno Robin Hood per i poveri e gli oppressi. Lui stesso aveva adottato due fratelli gemelli, Alba e Soiree Meira, e li aveva addestrati a diventare successori della sua eredità. Sei mesi prima degli eventi di gioco, Fate viene ucciso da Duke, il leader della banda emergente di Mephistopheles. Duke procede quindi a sfruttare i poveri per servire la sua sete di potere.
Al giorno d'oggi, sta iniziando il "Mephistopheles Fighting Tournament", con la sede in tutta Southtown. I partecipanti (meno i Meira Brothers e Lien) credono che il torneo sia sponsorizzato da un'organizzazione di beneficenza nota come Metatron Foundation, ma presto scoprono che il suo vero sponsor è la banda di Mephistopheles. Alba, Soiree e Lien vengono contattati direttamente da Hyena, quindi sanno che Metatron non ha nulla a che fare con questo.

## Personaggi
- Alba Meira
- Soiree Meira
- Lien Neville
- Mignon Beart
- Chae Lim
- Duke
- Kyo Kusanagi
- Iori Yagami
- Leona
- K'
- Maxima
- Seth
- Terry Bogard
- Mai Shiranui
- Rock Howard
- Ryo Sakazaki
- Yuri Sakazaki
- Ralf Jones
- Clark Steel
- Athena Asamiya